# Cyclops (geslacht)
Cyclops is een geslacht van eenoogkreeftjes uit de familie Cyclopidae.

## Soorten
- Cyclops abnobensis Brehm, 1958
- Cyclops abyssicola Lilljeborg, 1901
- Cyclops abyssorum Sars G.O., 1863
- Cyclops acanthoides Douwe, 1914
- Cyclops adolescens Herrick, 1882
- Cyclops aequoreus Fischer, 1860
- Cyclops affinis Sars G.O., 1863
- Cyclops africanus Bourne, 1893
- Cyclops agilis Koch, 1838
- Cyclops agiloides Sars G.O., 1909
- Cyclops alajensis Ulyanin, 1874
- Cyclops albicans Smith G.W., 1909
- Cyclops alius Kiefer, 1935
- Cyclops alpestris Daday, 1885
- Cyclops alticola Kiefer, 1935
- Cyclops americanus Marsh, 1893
- Cyclops amoenus Mann, 1940
- Cyclops angustus Sars G.O., 1909
- Cyclops ankyrae Mann, 1940
- Cyclops annulatus Wierzejski, 1893
- Cyclops annulicornis Koch, 1838
- Cyclops anophthalmus Joseph, 1882
- Cyclops argulus (Fabricius, 1793)
- Cyclops armatus Tilesius, 1815
- Cyclops aspericornis Daday, 1906
- Cyclops ater Herrick, 1882
- Cyclops attenuatus Sars G.O., 1909
- Cyclops aurantius Fischer, 1860
- Cyclops australis King, 1855
- Cyclops baicalensis Vassilieva, 1950
- Cyclops bathybius Daday, 1896
- Cyclops bicolor Sars G.O., 1863
- Cyclops bicuspidatus Claus, 1857
- Cyclops bisetosus Rehberg, 1880
- Cyclops bissextilis Willey, 1925
- Cyclops bistriatus Koch, 1838
- Cyclops bodamicus Vosseler, 1886
- Cyclops bodanus Kiefer, 1954
- Cyclops bogoriensis Menzel, 1926
- Cyclops bohater Kozminski, 1933
- Cyclops bohemicus Srámek-Husek, 1938
- Cyclops bopsini Studer, 1878
- Cyclops brachypus (Kiefer, 1955)
- Cyclops bracteatus (Müller O.F., 1776)
- Cyclops brasiliensis Dana, 1849
- Cyclops brehmi (Kiefer, 1927)
- Cyclops brevicaudatus Claus, 1857
- Cyclops brevicornis Baird, 1835
- Cyclops brevipes Brady, 1910
- Cyclops brevisetosus Daday, 1885
- Cyclops brevispinosus Herrick, 1884
- Cyclops brucei Scott T., 1899
- Cyclops buxtoni Gurney, 1921
- Cyclops cabanensis Russki, 1889
- Cyclops caeruleus Müller O.F., 1776
- Cyclops canadensis Einsle, 1988
- Cyclops canthocarpoides Fischer, 1851
- Cyclops capillatus Sars G.O., 1863
- Cyclops capilliferus Forbes S.A., 1893
- Cyclops carolinianus Yeatman, 1944
- Cyclops caspicus Lindberg, 1942
- Cyclops castor Desmarest, 1825
- Cyclops caudatus (Sars G.O., 1927)
- Cyclops cavernarum Ulrich, 1902
- Cyclops ceibaensis Marsh, 1919
- Cyclops cerberus Chappuis, 1934
- Cyclops charon Kiefer, 1931
- Cyclops chiltoni Thomson G.M., 1883
- Cyclops ciliatus Sars G.O., 1909
- Cyclops clandestinus (Kiefer, 1926)
- Cyclops claudiopolitanus Daday, 1885
- Cyclops clausii Lubbock, 1863
- Cyclops claviger Müller O.F., 1785
- Cyclops coecus Pratz, 1866
- Cyclops colchidanus Borutsky, 1930
- Cyclops columbianus Lindberg, 1956
- Cyclops communis Lindberg, 1938
- Cyclops compactus Sars G.O., 1909
- Cyclops coronatus Claus, 1857
- Cyclops crassicaudoides Kiefer, 1928
- Cyclops crassicornis Müller O.F., 1785
- Cyclops crinitus Graeter, 1910
- Cyclops croaticus Krmpotic, 1924
- Cyclops cunningtoni Sars G.O., 1909
- Cyclops curticaudus Dana, 1847
- Cyclops curticornis Müller O.F., 1785
- Cyclops cyprinaceus (Shaw, 1789)
- Cyclops davidi Chappuis, 1922
- Cyclops delachauxi Kiefer, 1925
- Cyclops delphinus (Müller O.F., 1785)
- Cyclops demetiensis Scourfield, 1932
- Cyclops dengizicus Lepeshkin, 1900
- Cyclops dentatimanus Marsh, 1913
- Cyclops dentatus Rehberg, 1880
- Cyclops denticulatus Nicolet, 1849
- Cyclops depressus Baird, 1837
- Cyclops diaphanus Fischer, 1853
- Cyclops diminuta Lindberg, 1937
- Cyclops dimorphus Kiefer, 1934
- Cyclops distans Kiefer, 1956
- Cyclops distinctus Richard, 1887
- Cyclops diversus (Kiefer, 1935)
- Cyclops divulsus Lindberg, 1956
- Cyclops donnaldsoni Chappuis, 1929
- Cyclops dubitabilis Kiefer, 1934
- Cyclops dubius Sars G.O., 1909
- Cyclops dulvertonensis Smith G.W., 1909
- Cyclops dumasti Joly, 1883
- Cyclops dybowskii Landé, 1890
- Cyclops eboracensis Brady, 1902
- Cyclops echinatus Kiefer, 1926
- Cyclops ecornis Tilesius, 1819
- Cyclops edax Forbes S.A., 1890
- Cyclops elegans Herrick, 1884
- Cyclops elgonensis Kiefer, 1932
- Cyclops elongatus Claus, 1863
- Cyclops emini Mrázek, 1898
- Cyclops entzii Daday, 1885
- Cyclops euacanthus Sars G.O., 1909
- Cyclops ewarti Brady, 1888
- Cyclops exiguus Sars G.O., 1909
- Cyclops exilis Coker, 1934
- Cyclops exsulis Gauthier, 1951
- Cyclops falsus Kiefer, 1929
- Cyclops fasciacornis Cragin, 1883
- Cyclops fedtschenkoi Ulyanin, 1875
- Cyclops feuerborni Kiefer, 1933
- Cyclops fimbriatus Fischer, 1853
- Cyclops finmarchicus Müller O.F., 1776
- Cyclops fischeri Poggenpol, 1874
- Cyclops flexipes Kokubo, 1912
- Cyclops fluviatilis Herrick, 1882
- Cyclops forbesi Herrick, 1895
- Cyclops formosanus Harada, 1931
- Cyclops fragilis Kiefer, 1926
- Cyclops franciscoloi Brian, 1951
- Cyclops frivaldszkyi Daday, 1885
- Cyclops furcifer Claus, 1857
- Cyclops furi Kozhova & Pavlov, 1986
- Cyclops gemellus (Gurney, 1928)
- Cyclops geoffroyi Samouelle, 1819
- Cyclops gibbus (Philippi, 1843)
- Cyclops gibsoni Brady, 1904
- Cyclops gigas Claus, 1857
- Cyclops glacialis Brady, 1910
- Cyclops gnatho (Philippi, 1843)
- Cyclops gracilicornis Landé, 1891
- Cyclops gracilis Lilljeborg, 1853
- Cyclops grandis Kiefer, 1935
- Cyclops grandispinifer Lindberg, 1940
- Cyclops gredleri Heller, 1871
- Cyclops gyrinus Forbes S.A., 1890
- Cyclops hadjebensis Kiefer, 1926
- Cyclops halepensis Chappuis, 1922
- Cyclops hamatus Sovinsky, 1888
- Cyclops harpacticoides Shmankevich, 1875
- Cyclops haueri Kiefer, 1931
- Cyclops heberti Einsle, 1996
- Cyclops helgolandicus Rehberg, 1880
- Cyclops helleri Brady, 1878
- Cyclops horvathii Daday, 1885
- Cyclops hungaricus Daday, 1885
- Cyclops hutchinsoni Kiefer, 1936
- Cyclops hypogeus Kiefer, 1930
- Cyclops ignaeus Poggenpol, 1874
- Cyclops igneus Poggenpol, 1874
- Cyclops incertus Wolf, 1905
- Cyclops indolusitanicus Lindberg, 1938
- Cyclops inermis Tilesius, 1812
- Cyclops infernus Kiefer, 1930
- Cyclops ingens Herrick, 1882
- Cyclops inopinatus (Sars G.O., 1927)
- Cyclops inopinus Kiefer, 1926
- Cyclops insectus Forbes S.A., 1882
- Cyclops insignis Claus, 1857
- Cyclops intermedius Sovinsky, 1888
- Cyclops isodactylus (Philippi, 1843)
- Cyclops jashnovi Streletskaya, 1990
- Cyclops javanus Kiefer, 1930
- Cyclops jeanneli Chappuis, 1929
- Cyclops johnstoni Baird, 1834
- Cyclops josephi Moniez, 1887
- Cyclops juri Parveen, Mahoon & Saleem, 1990
- Cyclops karamani Kiefer, 1932
- Cyclops karvei Kiefer & Moorthy, 1935
- Cyclops kaufmanni Ulyanin, 1875
- Cyclops kentanensis Harada, 1931
- Cyclops kieferi Chappuis, 1925
- Cyclops kievensis Sovinsky, 1887
- Cyclops kikuchii Smirnov, 1932
- Cyclops kolensis Lilljeborg, 1901
- Cyclops korostyschevi Sovinsky, 1888
- Cyclops kozminskii Lindberg, 1942
- Cyclops krillei Studer, 1878
- Cyclops lacinulatus Müller O.F., 1776
- Cyclops lacunae Lowndes, 1926
- Cyclops lacustris Sars G.O., 1863
- Cyclops ladakanus Kiefer, 1936
- Cyclops laevimargo Sars G.O., 1909
- Cyclops landei Mahoon & Zia, 1985
- Cyclops languidoides Lilljeborg, 1901
- Cyclops languidulus Willey, 1925
- Cyclops languidus (Sars G.O., 1863)
- Cyclops lascivus Poggenpol, 1874
- Cyclops laticauda Templeton, 1836
- Cyclops latipes Lowndes, 1927
- Cyclops latissimus Poggenpol, 1874
- Cyclops laurenticus Lindberg, 1956
- Cyclops learii Ulrich, 1902
- Cyclops leewenhoekii Hoek, 1878
- Cyclops leptopus Kiefer, 1927
- Cyclops leuckarti Claus, 1857
- Cyclops lilljeborgi Sars G.O., 1918
- Cyclops linjanticus Kiefer, 1928
- Cyclops littoralis Brady, 1872
- Cyclops lobulosus Ekman, 1905
- Cyclops longicaudatus Poggenpol, 1874
- Cyclops longispina Templeton, 1836
- Cyclops longistylis Brady, 1907
- Cyclops lubbocki Brady, 1869
- Cyclops lucidulus Koch, 1838
- Cyclops maarensis Vosseler, 1889
- Cyclops macleayi Dana, 1847
- Cyclops macruroides Lilljeborg, 1901
- Cyclops macrurus Sars G.O., 1863
- Cyclops macuroides Lilljeborg, 1901
- Cyclops madagascariensis Kiefer, 1926
- Cyclops magnoctavus Cragin, 1883
- Cyclops magnus Marsh, 1920
- Cyclops margaretae Lindberg, 1938
- Cyclops margoi Daday, 1885
- Cyclops matritensis Velasquez, 1941
- Cyclops mendocinus Wierzejski, 1893
- Cyclops menzeli Kiefer, 1926
- Cyclops meridianus Kiefer, 1926
- Cyclops michaelseni Mrázek, 1901
- Cyclops micropus Kiefer, 1932
- Cyclops miles Nicolet, 1849
- Cyclops miniatus Lilljeborg, 1901
- Cyclops minimus Kiefer, 1930
- Cyclops minnilus Forbes S.A., 1893
- Cyclops minuticornis Müller O.F., 1785
- Cyclops minutissimus Kiefer, 1933
- Cyclops minutus Claus, 1863
- Cyclops modestus Herrick, 1883
- Cyclops moghulensis Lindberg, 1939
- Cyclops monardi Perret, 1925
- Cyclops mongoliensis Einsle, 1992
- Cyclops mulleri Ferussac, 1806
- Cyclops muscicola Menzel, 1926
- Cyclops muscicolus Lastochkin, 1927
- Cyclops nanus Sars G.O., 1863
- Cyclops naviculus Say, 1818
- Cyclops navus Herrick, 1882
- Cyclops nearcticus Kiefer, 1934
- Cyclops necessarius Kiefer, 1926
- Cyclops neglectus Sars G.O., 1909
- Cyclops neumani Pesta, 1927
- Cyclops neymanae Streletskaya, 1990
- Cyclops niceae Mann, 1940
- Cyclops nigeriae Brady, 1910
- Cyclops nivalis Daday, 1885
- Cyclops novaezealandiae Thomson G.M., 1879
- Cyclops nubicus Chappuis, 1922
- Cyclops obesicornis Templeton, 1836
- Cyclops obsoletus Koch, 1838
- Cyclops ochridanus Kiefer, 1932
- Cyclops odessanus Shmankevich, 1875
- Cyclops oithonoides Sars G.O., 1863
- Cyclops oligarthrus Sars G.O., 1909
- Cyclops operculatus Chappuis, 1917
- Cyclops orientalis Ulyanin, 1875
- Cyclops ornatus Poggenpol, 1874
- Cyclops ovalis Brady, 1872
- Cyclops pachycomus Sars G.O., 1909
- Cyclops pallidus Norman, 1869
- Cyclops paludicola Herbst, 1959
- Cyclops palustris Sovinsky, 1888
- Cyclops panamensis Marsh, 1913
- Cyclops papuanus Daday, 1901
- Cyclops paradyi Daday, 1885
- Cyclops paraplesius Kiefer, 1929
- Cyclops parcus Herrick, 1882
- Cyclops pauper Fric, 1871
- Cyclops pectinatus Herrick, 1883
- Cyclops pectinifer Cragin, 1883
- Cyclops pelagicus (Rose, 1929)
- Cyclops pennatus Claus, 1857
- Cyclops pentagonus Vosseler, 1886
- Cyclops perarmatus Cragin, 1883
- Cyclops phaleratus Koch, 1838
- Cyclops phaleroides Labbé, 1927
- Cyclops philippinensis Marsh, 1932
- Cyclops phreaticus Chappuis, 1928
- Cyclops pictus Koch, 1838
- Cyclops pilosus Kiefer, 1934
- Cyclops piscinus (Linnaeus, 1761)
- Cyclops planus Gurney, 1909
- Cyclops plumosus (Philippi, 1843)
- Cyclops poggenpolii Sovinsky, 1888
- Cyclops poppei Rehberg, 1880
- Cyclops potamius Burckhardt, 1913
- Cyclops prasinus Fischer, 1860
- Cyclops prealpinus Kiefer, 1939
- Cyclops procerus Herbst, 1955
- Cyclops productus (Müller O.F., 1785)
- Cyclops prolatus Kiefer, 1935
- Cyclops pubescens Dana, 1847
- Cyclops purpureus (Philippi, 1843)
- Cyclops pusillus Brady, 1904
- Cyclops puteanus Frey, 1869
- Cyclops pygmaeus Rehberg, 1880
- Cyclops quadricornis (Linnaeus, 1758)
- Cyclops quinquepartitus Marsh, 1913
- Cyclops racovitzai Chappuis, 1923
- Cyclops rarispinus Sars G.O., 1909
- Cyclops reductus Chappuis, 1925
- Cyclops restrictus Lindberg, 1948
- Cyclops ricae Monchenko, 1977
- Cyclops richardi Lindberg, 1942
- Cyclops roseus Daday, 1885
- Cyclops rostratus (Philippi, 1843)
- Cyclops roumaniae Cosmovici, 1900
- Cyclops royi Lindberg, 1940
- Cyclops rubellus Lilljeborg, 1901
- Cyclops rubens Müller O.F., 1785
- Cyclops salinus Brady, 1903
- Cyclops salmoneus (Fabricius J.C., 1792)
- Cyclops saltatonius (Müller O.F., 1776)
- Cyclops sanfilippoi Brian, 1951
- Cyclops sanguineus (Philippi, 1843)
- Cyclops schmeili Poppe & Mrázek, 1895
- Cyclops scourfieldi Brady, 1891
- Cyclops scutifer Sars G.O., 1863
- Cyclops semiserratus Sars G.O., 1909
- Cyclops sensitivus Graeter & Chappuis, 1914
- Cyclops serratus Pratz, 1866
- Cyclops serrulatoides Labbé, 1927
- Cyclops serrulatus Fischer, 1851
- Cyclops setiger Frey, 1869
- Cyclops setosus Haldeman, 1842
- Cyclops sevani Meshkova, 1947
- Cyclops shatalovi Streletskaya, 1990
- Cyclops signatus Koch, 1838
- Cyclops silesicus Schäfer, 1934
- Cyclops silvestrii Brian, 1927
- Cyclops similis Templeton, 1836
- Cyclops simillimus Brady, 1907
- Cyclops simplex Poggenpol, 1874
- Cyclops skopljensis Kiefer, 1932
- Cyclops smirnovi Rylov, 1948
- Cyclops soli Kokubo, 1912
- Cyclops spartinus Ruber, 1966
- Cyclops speratus Lilljeborg, 1901
- Cyclops spinifer Daday, 1902
- Cyclops spinulosus Claus, 1893
- Cyclops stagnalis Einsle, 1996
- Cyclops staheli Chappuis, 1917
- Cyclops staphylinus Desmarest, 1825
- Cyclops strenuus Fischer, 1851
- Cyclops stuhlmanni Mrázek, 1895
- Cyclops stygius Chappuis, 1924
- Cyclops subaequalis Kiefer, 1928
- Cyclops subterraneus Pratz, 1866
- Cyclops subtropicus Lindberg, 1937
- Cyclops sumatranus Kiefer, 1930
- Cyclops sydneyensis Schmeil, 1898
- Cyclops sylvestrii Brian, 1927
- Cyclops taipehensis Harada, 1930
- Cyclops tanganicae (Gurney, 1928)
- Cyclops tatricus Kozminski, 1927
- Cyclops tenellus Sars G.O., 1909
- Cyclops tenuicaudis Daday, 1885
- Cyclops tenuicornis Claus, 1857
- Cyclops tenuipes (Philippi, 1843)
- Cyclops tenuis Marsh, 1910
- Cyclops tenuisaccus Sars G.O., 1927
- Cyclops tenuissimus Herrick, 1883
- Cyclops teras Graeter, 1907
- Cyclops thomasi Forbes S.A., 1882
- Cyclops transilvanicus Daday, 1885
- Cyclops tricolor Lindberg, 1937
- Cyclops trisetosus Herbst, 1957
- Cyclops triumvirorum Kiefer, 1935
- Cyclops troglodytes Chappuis, 1923
- Cyclops troglophilus Kiefer, 1932
- Cyclops tropicus Kiefer, 1932
- Cyclops trouchanowi Sovinsky, 1888
- Cyclops uljanini Sovinsky, 1887
- Cyclops uniangulatus Cragin, 1883
- Cyclops unisetiger Graeter, 1899
- Cyclops uruguayensis Kiefer, 1935
- Cyclops varicans Sars G.O., 1863
- Cyclops varicoides Brady, 1908
- Cyclops varius Lilljeborg, 1901
- Cyclops venustoides Coker, 1934
- Cyclops venustus Norman & Scott T., 1906
- Cyclops viduus Kiefer, 1933
- Cyclops vincentianus Brian, 1927
- Cyclops vinceus Shmankevich, 1875
- Cyclops virescens Brady, 1910
- Cyclops viridis (Jurine, 1820)
- Cyclops viridosignatus Byrnes E.F., 1909
- Cyclops vitiensis Dana, 1847
- Cyclops vulgaris Koch, 1838
- Cyclops wigrensis Streletskaya, 1988
- Cyclops zschokkei Graeter, 1910